# Cantua buxifolia
Cantua buxifolia, popularmente conhecida, nos países andinos, como cantuta, cantu, cantuta, ccantu, ccantus, ccantutay, ccelmo, flor de inca, jantu, jinllo (do quéchua qantu), é uma planta com flor típica do altiplano andino. É a flor nacional do Peru e uma das duas  flores nacionais da Bolívia (a outra é a flor da Heliconia rostrata). É também conhecida como flor sagrada dos incas.
Informalmente, a cantuta acabou por dar seu nome a uma praça da cidade de São Paulo (a Praça Kantuta, situada entre os bairros do Canindé e Pari), tradicional ponto de reunião da comunidade  boliviana aos domingos, quando se realiza  uma feira de produtos típicos da Bolívia e exibição de música e danças do país.